# رافاييل ليما
رافاييل ليما (9 مايو 1983 ببليم في البرازيل - ) هو ملاكم برازيلي، صنّف ضمن فئة وزن ثقيل. شارك في دورة الألعاب الأمريكية 2015.